# Dinko Jukić
Dinko Jukić (Ragusa di Dalmazia, 9 gennaio 1989) è un ex nuotatore croato naturalizzato austriaco.
Ha vinto il titolo europeo in vasca corta nei 400 m misti ai Europei 2008 di Fiume. Ha anche partecipato alle Olimpiadi 2008 di Pechino, ottenendo come miglior risultato il 10º posto nei 200 m farfalla.
Ha preso parte alle Olimpiadi 2012 di Londra dove è giunto 4° nei 200 m farfalla.

## Palmarès
- Mondiali in vasca corta

Manchester 2008: bronzo nei 400m misti.
- Europei

Eindhoven 2008: argento nei 200m misti, bronzo nei 400m misti e nella 4x200m sl.
- Europei in vasca corta

Fiume 2008: oro nei 400m misti e argento nei 200m farfalla.
Istanbul 2009: bronzo nei 200m farfalla.
Eindhoven 2010: oro nei 200m farfalla e bronzo nei 200m misti.
- Mondiali giovanili

Rio de Janeiro 2006: oro nei 200m farfalla e bronzo nei 400m misti.
- Europei giovanili

Anversa 2007: oro nei 200m farfalla e nei 200m misti, argento nei 400m misti e bronzo nei 100m farfalla.